# Guide du typographe

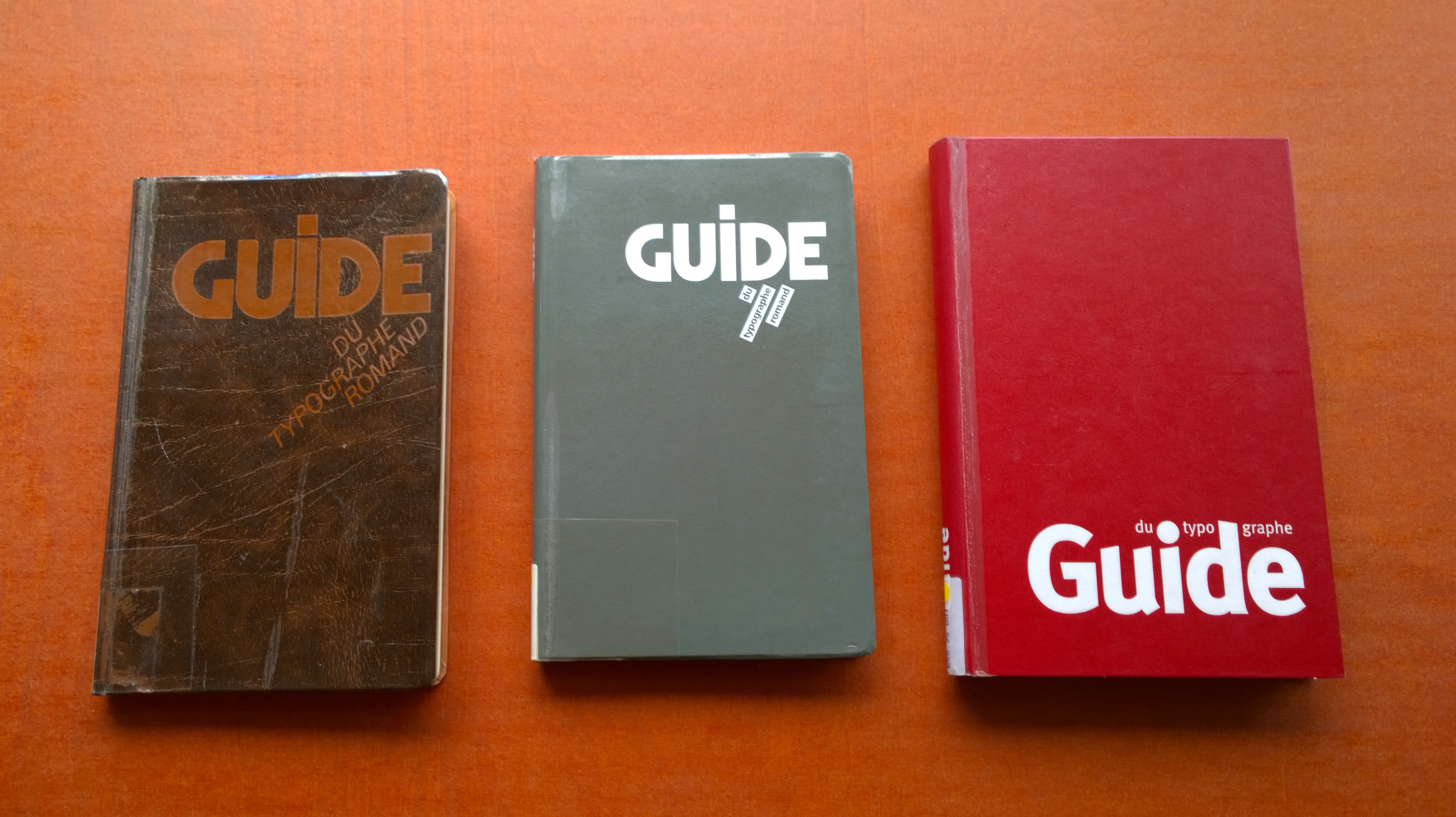
Trois éditions du Guide du typographe : les 4e, 5e et 6e.

Le Guide du typographe, initialement intitulé Guide du typographe romand, est un code typographique suisse, publié par le groupe de Lausanne de l'Association suisse des typographes depuis 1943.

## Description
Élaboré dès la fin des années 1930, à Lausanne, par des professionnels de l'industrie de l'imprimé (opérateurs de machines Linotype et Monotype), le Guide du typographe romand est un ouvrage de référence destiné à « harmoniser la façon d'orthographier et de composer les textes » au sein des imprimeries. Avec la parution de la sixième édition, publiée en 2000, le titre est simplifié pour devenir le Guide du typographe.

## Éditions
Le Guide du typographe connaît régulièrement de nouvelles éditions révisées. L'éditeur reste le Groupe de Lausanne de l'Association suisse des compositeurs à la machine (ASCM), qui devient en 1984 l'Association suisse des typographes (AST).
Chaque édition est supervisée par une commission de quatre à cinq membres, qui révise et actualise les contenus, en tenant compte des nouvelles avancées du métier de l'imprimé. La conception de la 3e édition, publiée en 1963, « avait exigé cent quarante séances de la commission rédactionnelle ».
En 2015 est publiée la 7e édition. Pour cette édition, la commission de rédaction est composée de Marc Augiey, Joseph Christe, Chantal Moraz, Roger Chatelain (ce dernier a été le concepteur typographique des trois éditions précédentes).
| Édition | Année | Pages | Comité de rédaction                                                              | Notes |
| ------- | ----- | ----- | -------------------------------------------------------------------------------- | --- |
| 1re     | 1943  | 84    | Etienne Quaglia, Henri Parisod, Gustave Gerber, Albert Mark, Edgar Perrenoud     | Sous-titré « Choix de règles typographiques ». |
| 2e      | 1948  | 110   |                                                                                  | |
| 3e      | 1963  | 176   | Gaston Corthésy, Henri Parisod, Gustave Gerber, Etienne Quaglia, Charles Umiglia | Refonte graphique, réalisée par Albert Javet. Préface de Claude Bron. |
| 4e      | 1982  | 176   |                                                                                  | Édition « brune ». Nouvelle mise en page, qui ne conserve que les familles de caractères (Univers). Conception typographique réalisée par Roger Chatelain.                               |
| 5e      | 1993  | 216   | Gaston Corthésy, Charles Umiglia, Bernard Porchet, Roger Chatelain               | Édition « grise ». Apparition de deux nouveaux chapitres : « Principes typographiques » et « Lexique ». Cette édition est primée au Concours des plus beaux livres suisses.              |
| 6e      | 2000  | 260   | Olivier Bloesch, Gaston Corthésy, Roger Chatelain, René Belakovsky               | Édition « rouge ». Le titre devient Guide du typographe (sans le « romand »). Ajout de paragraphes concernant l'informatique, l'internet et la téléphonie. Tirage de 10 000 exemplaires. |
| 7e      | 2015  | 308   | Marc Augiey, Joseph Christe, Chantal Moraz, Roger Chatelain                      | Édition à couverture verte (ISBN 9782970103202). |

## Réception critique
Selon Jacques André, le Guide fait partie des quatre ouvrages de référence en français avec le Code typographique, le Lexique des règles typographiques en usage à l'Imprimerie nationale et Le Ramat de la typographie ; il précise que : « Ces divers ouvrages sont, au niveau du détail, souvent incohérents, voire contradictoires. Un auteur a essayé d’en faire à la fois une analyse critique et une synthèse basée sur des principes globaux et non sur une collection de règles éparses. Son œuvre posthume et inachevée, a été mise récemment sur le web : Jean-Pierre Lacroux, Orthotypographie, 2007. »